# Ossietilati
Gli ossietilati, o etossilati sono dei composti chimici ottenuti da ossido di etilene (una molecola di formula bruta C2H4O, che contiene un atomo di ossigeno legato ad entrambi i carboni). L'ossido di etilene è una molecola molto reattiva, che reagisce con molecole come gli acidi, gli alcoli, le ammine.
Peculiarità di queste reazioni è la possibilità di formare polimeri, cioè molecole molto lunghe composte da molti monomeri di ossido di etilene che si legano tra loro costituendo ripetizioni di unità -CH2CH2O-. Questo è possibile perché ogni volta che l'ossido di etilene reagisce con una molecola (facendola così diventare una molecola più grande) va a formare un sito reattivo attaccabile da un'altra molecola di ossido di etilene. Continuando ad aggiungere molecole di ossido di etilene queste continueranno a reagire con il prodotto della reazione precedente, allungando così la catena dell'etossilato. La reazione avviene a temperature superiori ai 90 °C, ma una volta attivata, essendo esotermica, si "autoalimenta" (cioè non è necessario fornire ulteriore calore).
Gli etossilati così formati sono, se contengono una catena formatasi dalla reazione di molte molecole di ossido di etilene sufficientemente lunga, dei tensioattivi non ionici (detti polietossilati).